# Israel Zohar (clarinetist)
Israel Zohar (în ebraică: ישראל זוהר,  născut in 1944 la Natania) este un clarinetist și compozitor israelian, interpret de muzică cultă și klezmer.
Israel Zohar s-a născut ca Israel Sonnschein într-o familie evreiască din Natania, stabilită de șapte generații în Palestina. A învățat să cânte la clarinet din fragedă copilărie, producându-se în public pentru prima dată la vârsta de 9 ani. La 14 ani a câștigat premiul pentru clarinet la Concursul Helena Rubinstein.
La vârsta de 27 ani s-a mutat de la Natania la Tel Aviv, unde a fost primit ca clarinetist și clarinetist-bas în Filarmonica Israeliană.
În jurul vârstei de 40 ani, în vremea serviciului militar de rezervă în Liban a făcut cunoștință cu doi tineri, elevi de ieșiva, care i-au trezit interesul pentru muzica tradițională evreiască așkenazită, numită klezmer, care în Israel a dăinuit mai mult în mediul evreilor religioși. În anul 1984, împreună cu muzicologul Adi Solkin, Zohar a început să cerceteze stilul klezmer practicat la Safed (Tzfat) și pe Muntele Meron. El s-a familiarizat apoi și cu alte stiluri de muzică klezmer și a fost acceptat ca instrumentist oficial la pelerinajele tradiționale de Lag Baomer pe Muntele Meron.
El s-a numărat printre fondatorii Festivalului anual de muzică klezmer la Safed. A cântat ca solist cu Orchestra Filarmonica Israeliană în țară și în străinătate, între altele, intrepretând propria sa compoziție „Noapte la Meron” la un turneu al acestei orchestre la Sao Paulo.
Zohar cântă în multe din concertele sale în Israel și în străinătate un program muzical pe care și l-a alcătuit, sub titlul „Kazohar Barakia” (Ca aurora (în ebraică:zohar) pe bolta cerească). A cântat, între altele, la Sala Musikverein din Viena cu Filarmonica din Viena, de asemenea a cântat alături de Filarmonica din Berlin, Filarmonica din New York. La ceremonia de deschidere a Festivităților celei de-a 40-a aniversări a Independenței Israelului în 1988, Israel Zohar a interpretat creația compozitorului israelian André Hajdu   
„Truat hameleh” (Sunetul de goarnă al regelui). El a apărut și în numeroase emisiuni de televiziune, care au fost difuzate în Europa, Japonia și Brazilia. A participat la înregistrarea a numeroase discuri, între care „Tradition”, alături de violonistul Itzhak Perlman (1990).

## Discografie
- Nigunim shel zahav (Nigunuri de aur)
- Hameytav (Cele mai alese interpretări)
- Hatuná (Nunta)
- Hameytav 2 (Cele mai alese interpretări 2)
- Horot hassidiot (Hori hasidice)
- Festival klezmer
- Ahavá (Dragoste)
- Rapsodia bekahol lavan (Rapsodie în azuriu-alb)

DVD:Nigunim shel zahav

## Legături externe
- situl lui Israel Zohar